# Азербайджанские пословицы и поговорки
Азербайджанские пословицы и поговорки — меткие выражения, созданные азербайджанским народом. В кратких образных изречениях нашли отражение мировоззрение, мудрость и поэзия народа. Мысли, высказанные в них, — не умозрительные суждения, а результат проницательных наблюдений, сгусток житейского опыта сотен поколений людей. У азербайджанцев пословица называется «аталар сёзю» (азерб. atalar sözü), что означает — «слова отцов» или «слова предков». В народе пословицы обладают большим авторитетом. «С пословицей не поспоришь», — говорит народ. Ссылка на пословицу подкрепляет мысль говорящего, она усиливает образную выразительность и эмоциональное воздействие речи на слушателя.

## История
Как отмечал советский тюрколог и филолог Афрасияб Векилов, большинство пословиц и поговорок возникло в средневековье, в феодальную эпоху, поэтому в некоторых из них слышны отзвуки подневольного труда и бесправия крестьянина, его протест против жестокости. 
Первым издателем азербайджанских пословиц и поговорок был преподаватель тюркского языка Эриванской мусульманской школы Мамед Вели Гамарлинский. Ещё в 1899 году Гамарлинский, писал, что необходимо «постоянно изучать богатейшую сокровищницу народного творчества».
В первом выпуске «Сборника материалов для описания местностей и племен Кавказа», изданного в 1881 году в разделе «Татарские пословицы, поговорки, загадки и имена женщин» было напечатано 150 азербайджанских пословиц и поговорок (на азербайджанском и с русским переводом), записанных в Эривани учителем Эриванской прогимназии Ст. П. Зелинским. В 18-м выпуске сборника, изданного в 1894 году, в главе «Татарские тексты» были напечатаны некоторые азербайджанские пословицы, записанные Александром Калашевым со слов жителя села Хатынбулаг Джебраильского уезда Ирзы Мириева (22 пословицы) и жителя города Елизаветполь Гасана Керимова (47 пословиц). 481 азербайджанская пословица и поговорка, записанная учителем Кельвинского земского училища Махмудбековым, была напечатана в 19-м выпуске сборника.
- Страницы с азербайджанскими пословицами и поговорками, напечатанными в «Сборнике материалов для описания местностей и племен Кавказа»
- 1881 год. Записаны в Эривани учителем Эриванской прогимназии Ст. П. Зелинским
- 1894 год. Записаны А. Калашевым со слов жителя села Хатынбулаг Джебраильского уезда Ирзы Мириева
- 1894 год. Записаны учителем Кельвинского земского училища Махмудбековым

В советское время сбор и издание азербайджанских пословиц осуществили Ханафи Зейналлы (1933), сгруппировавший их по темам, и Абулькасим Гусейнзаде (1949). В 1977 году в Баку вышел в свет сборник «Арабские и азербайджанские пословицы и поговорки».
Названия некоторых произведений классиков азербайджанской литературы также являются пословицами. К примеру, «Из под дождя да под ливень» Наджаф-бека Везирова, «Съешь гусиного мяса, узнаешь его вкус» Абдуррагим-бека Ахвердиева.

## Форма пословиц
Большая часть азербайджанских пословиц и поговорок сложены в стихотворной форме. Размеры стихов имеют разный диапазон — от двух слогов до десяти и более. Многие из пословиц сочинены в виде двустиший, однако встречаются пословицы и поговорки из пяти-шести строк. Наряду с рифмами иногда употребляется и аллитерация; весьма чётко выражена ритмика стиха. Эти поэтические приёмы во многом способствуют быстрому запоминанию пословиц и поговорок и, следовательно, их широкому распространению.

## Тематика пословиц
Тематика азербайджанских пословиц различна. Во многих пословицах народ славит трудолюбие, мастерство:
Не осилишь трудности — не увидешь радости
Лучше дьявол-мастак, чем ангел-простак
Дерево славится плодами, человек — трудами
Тунеядство и лень же в пословицам осуждаются, а лодыри и болтуны высмеиваются:
И на севе не был плут, и на жатве не был плут, если есть — он тут как тут
Обжора поесть — молодец, а как помочь — сразу прочь
Лентяй придёт — от работы оторвёт
Многие пословицы и поговорки раскрывают внутренний мир человека, его понятие о добре и зле, содержат эстетические нормы общежития. Эти темы нашли отражение во множестве народных афоризмов:
С правдой дружить — счастье заслужить
Добыл обманом — унесёт ураганом
Многие пословиц и поговорки посвящены вопросам народной дидактики. В них собраны неписаные законы и правила взаимоотношений людей, вековой опыт народа:
Сердце — словно стекло, разобьёшь — не склеишь
Начало злобы — безумие, конец — раскаяние
Ищущий друга без недостатков останется одиноким
Народом создано также много пословиц, в которых выражена любовь и уважение к женщине:
С любимой расстался — с жизнью расстался
Лучше матери друга нет, лучше родины края нет